# Ђера Баса (Кремона)
Ђера Баса је насеље у Италији у округу Кремона, региону Ломбардија.
Према процени из 2011. у насељу је живело 20 становника. Насеље се налази на надморској висини од 33 м.